# 三ツ石山
三ツ石山（みついしさん）は岩手山から続く、裏岩手縦走路の上にある山である。東北百名山に選ばれている。

## 概要
山頂部は岩場になっており、その先端には大きな岩がそびえ立っている。山頂部の岩場にはケルンが積まれていて、360度の展望を楽しめる。八幡平、秋田駒ヶ岳、岩手山などを見ることができる。また、三ツ石山の南西の麓にある、日本で最初に商業運転を開始した松川地熱発電所の冷却塔からの蒸気も遠望できる。
休暇村網張温泉や松川温泉、滝ノ上温泉からの登山道がある。また、岩手山からの縦走路ともなっている。網張温泉スキー場のリフトを利用しての登山者も多い。工事が中止されている奥地等産業開発道路からの登山者もいる。

## 避難小屋
標高1300m地点には避難小屋の三ツ石山荘（無人）があり通年開放されている。

## 見どころ

### 三ツ石湿原
大松倉山と三ツ石山の鞍部にあり、ニッコウキスゲやサワギキョウ、ミズバショウなどが咲く。三ツ石湿原の中に三ツ石山荘があり、そこから山頂を望むことができる。

### 三ツ沼
三ツ石湿原の反対側の小畚山との鞍部にある池沼群。ここも湿原になっており、三ツ石湿原と同様に高山植物が咲く。

## 奥地等産業開発道路
1964年に雫石町と松尾村を結ぶ県道の奥産道の指定を受けて、道路の整備が始まった。山奥に産業開発と観光を目的とした道路を整備しようとする計画であった。ルートに三ツ石湿原が含まれていることが問題となっている最中に、工事による自然破壊の問題が発覚して、工事は中止され現在に至っている。通称は奥産道である。奥産道を利用した登山道も整備されている。

## ギャラリー

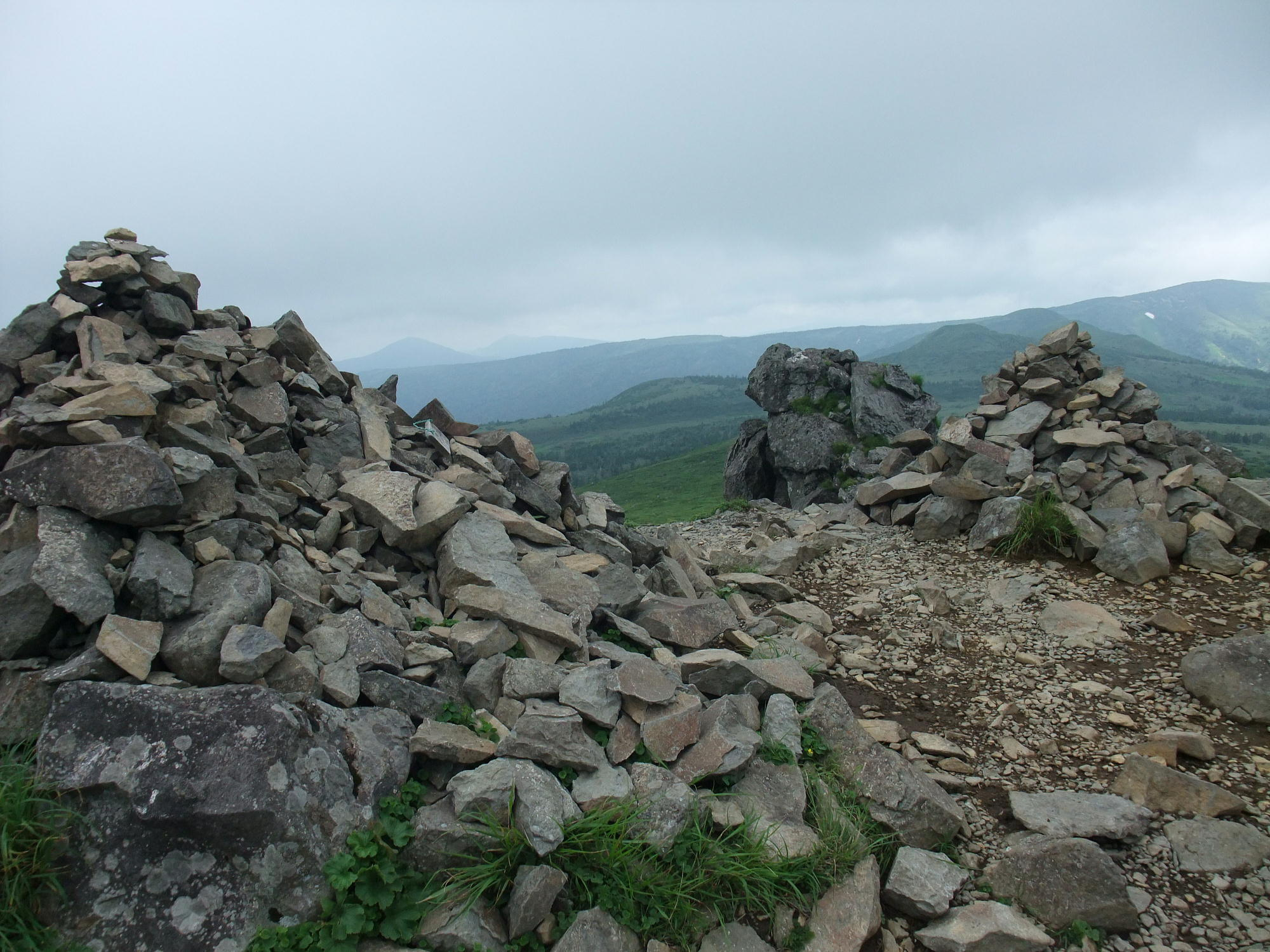
三ツ石山山頂
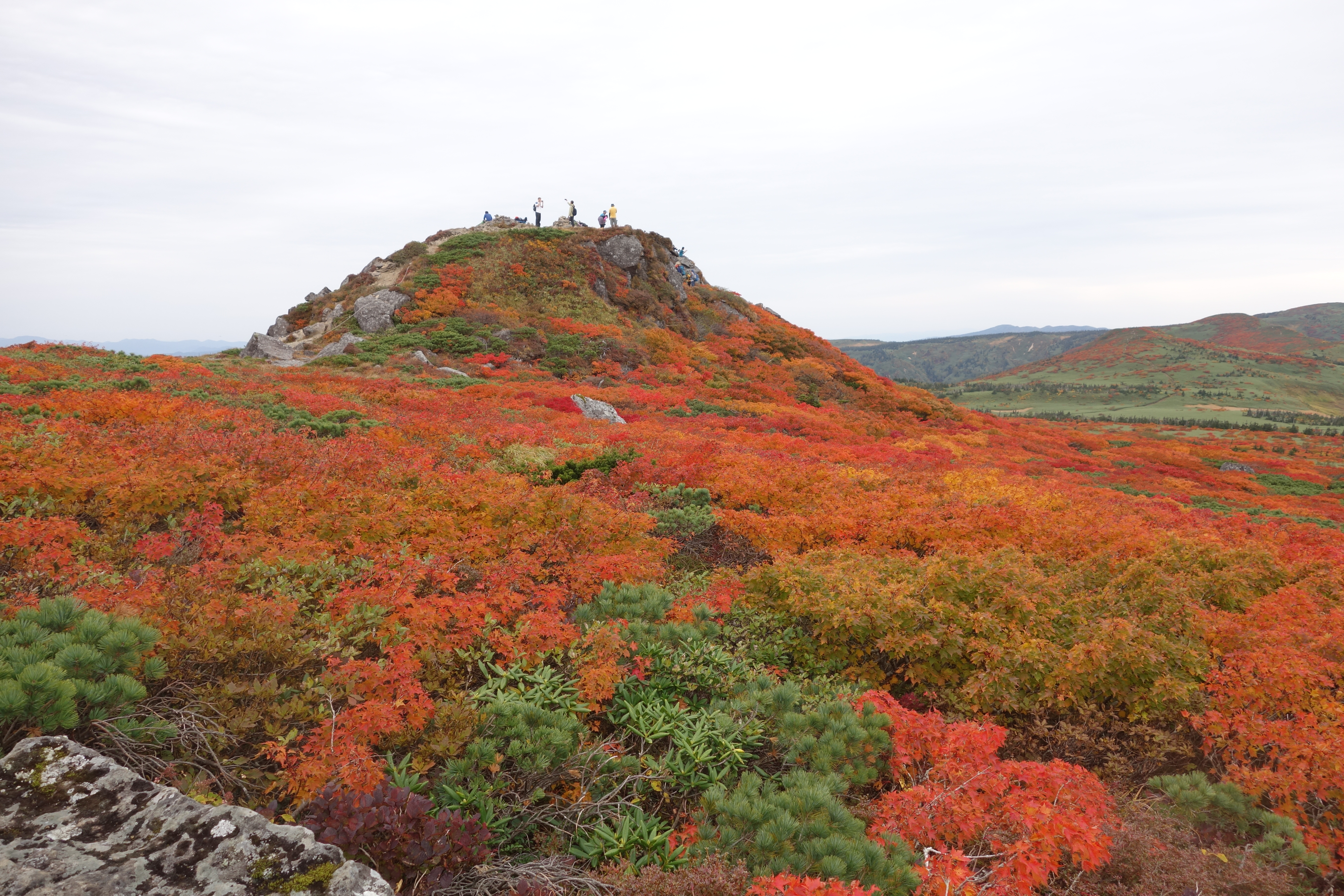
紅葉の三ツ石山山頂
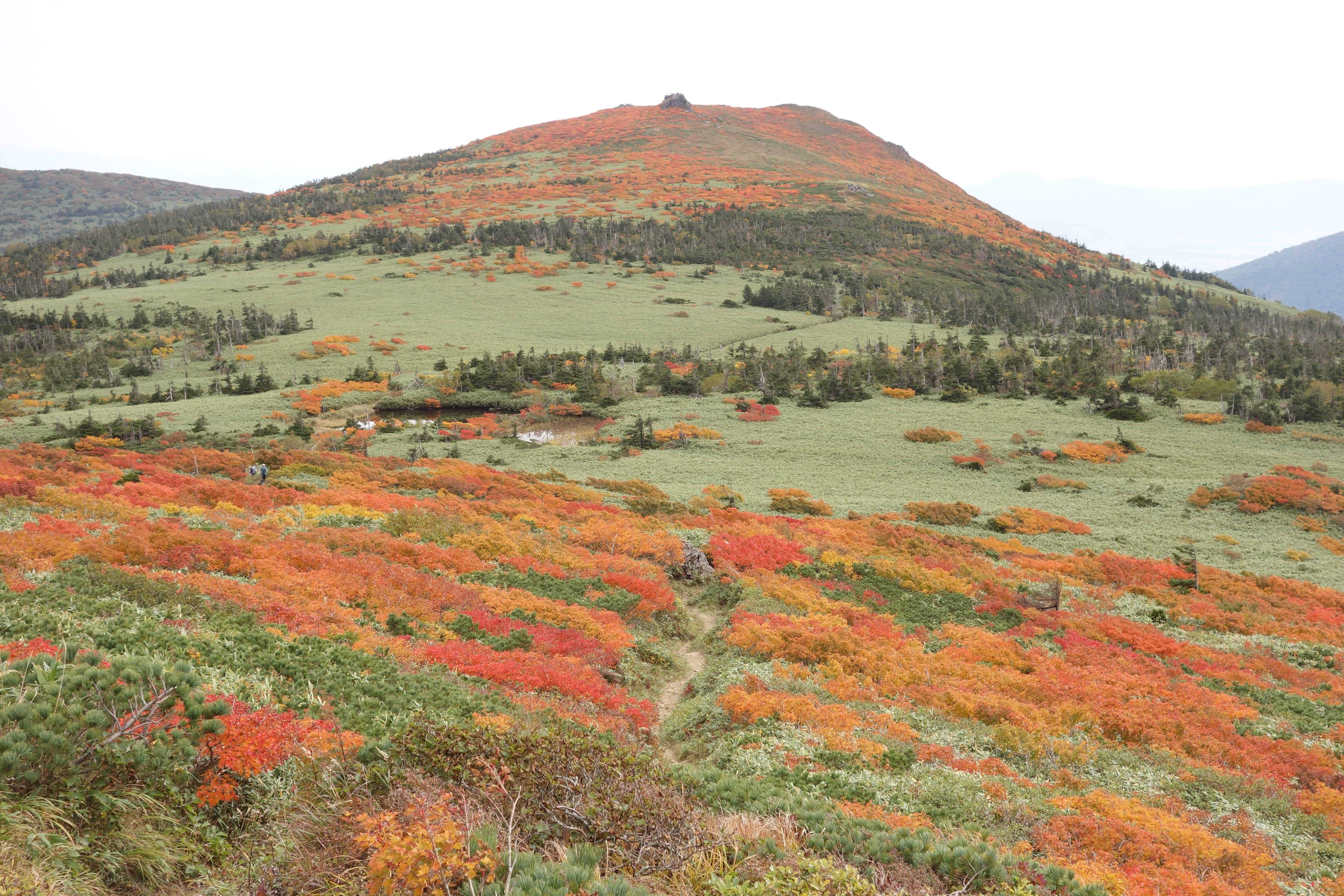
西から見た三ツ石山。中央部に見える沼は三ツ沼